# Pier Paolo Vergerio
Pier (Pietro) Paolo Vergerio (ur. 1498 w Capodistrii, zm. 4 października 1565 w Tybindze) – włoski biskup i nuncjusz papieski, następnie działacz reformacji, propagator luteranizmu m.in. w Polsce, teolog i pisarz.

## Życiorys
Ukończył studia prawnicze na Uniwersytecie w Padwie, podczas których nawiązał kontakt z Pietro Martire Vermigli, Marco Antonio Flaminio i Pietro Bembo – przyszłymi humanistami i działaczami reformacji włoskiej. W 1526 ożenił się i pracował jako prawnik, jednak przedwczesna śmierć żony skłoniła go do zostania duchownym. Jako ksiądz zrobił szybką karierę – już w 1533 został nuncjuszem papieskim przy królu niemieckim Ferdynandzie. W 1535 spotkał Marcina Lutra w Wittenberdze, którego próbował bezskutecznie skłonić do nawiązania dialogu z papiestwem. Chociaż misja Vergeria nie powiodła się, to papież nadał mu biskupstwo w Modruš (obecna Chorwacja).
W 1540 był delegatem papieskim w Wormacji, a następnie w 1541 w Ratyzbonie. Już wtedy był posądzany o sympatie dla protestantyzmu i zbyt duże ustępstwa dla innowierców. 13 grudnia 1544 oskarżono go przed wenecką Inkwizycją i chociaż uniknął skazania, to jego kariera duchowna została zahamowana.
Vergerio, rozczarowany podejrzliwością Kościoła, zajął się pisarstwem polemicznym, w którym stopniowo coraz bardziej krytykował katolicyzm. Ponownie wezwany przez Inkwizycję do Padwy, w 1549 wyjechał z Włoch na zawsze. Osiadł w Bazylei, a potem w Gryzonii, gdzie napisał wiele traktatów teologicznych, propagujących protestantyzm. We Włoszech Inkwizycja ogłosiła go heretykiem i odebrała stanowisko biskupa.
W 1553 wyjechał do Wirtembergii na zaproszenie księcia, który powierzył mu misję głoszenia luteranizmu w swoim kraju.
W 1556 Vergerio przebywał w Polsce, gdzie spotkał się z protektorem luteranów – pruskim księciem Albrechtem Hohenzollernem. W 1557 przyjechał do Poznania, gdzie nawiązał kontakty z Ostrorogami, Górkami i Eustachym Trepką. Zaowocowało to nasileniem działań reformacyjnych na terenie Wielkopolski. Kolejny raz przyjechał do Polski w 1559, gdzie naradzał się z Janem Łaskim, aby utrudnić działanie miejscowego nuncjusza. Napisał m.in.: De unitate et pace ecclesiae (1540) i Opera (1563).